# Puposyrnola missile
Puposyrnola missile är en snäckart som beskrevs av Laws 1937. Puposyrnola missile ingår i släktet Puposyrnola och familjen Pyramidellidae. Inga underarter finns listade i Catalogue of Life.